# Pareremus michaelseni
Pareremus michaelseni är en insektsart som först beskrevs av Griffini 1913.  Pareremus michaelseni ingår i släktet Pareremus och familjen Gryllacrididae. Inga underarter finns listade i Catalogue of Life.